# 솔트딕딕
솔트딕딕 또는 솔트작은영양(Madoqua saltiana)은 작은 영양의 일종으로 아프리카의 뿔의 준 사막지대와 덤불 숲에서 서식하며, 케냐 북부와 수단 동부에서도 발견된다. 학명은 19세기초 아비시니아에서 이 종을 처음 발견한 솔트(Henry Salt)의 이름에서 유래했다.

## 특징
솔트딕딕은 몸길이 52~67cm, 어깨 높이 33~41cm에 몸무게는 2.5~4.0kg 정도이다. 솔트딕딕은 다른 딕딕처럼, 수컷이 작고 뾰족한 뿔을 갖고 있다.
아종에 따라 다양한 색을 띤다.

## 아종
솔트딕딕은 근연종 은색딕딕과 함께 작은영양속의 딕딕아속(Madoqua)을 형성한다.(다른 딕딕은 린코트라구스아속(Rhynchotragus)에 포함된다.) 이 아속 분류는 복잡하고 논쟁의 여지가 많다. 현재 1978년 분류가 가장 널리 받아들여지고 있으며,1972년 분류 방식과는 상당히 다르다. 1978년 분류에 의해 은색딕딕은 별도의 종으로 취급했으며, 솔트딕딕은 5종의 아종으로 분류한다.
- M. s. saltiana: 에티오피아 북부, 에리트레아, 수단 동부
- M. s. hararensis: 에티오피아 동부 Hararghe
- M. s. lawrenci: 소말리아 동부와 남동부
- M. s. phillipsi: 소말리아 북부
- M. s. swaynei: 에티오피아 남부 주바 계곡 지역, 소말리아 남부, 케냐 북부